# Od housliček po buben
Od housliček po buben je kniha pro děti o hudebních nástrojích od hudebního skladatele Ilji Hurníka a básníka Václava Fischera.
Knížka, určená pro děti od šesti let, představuje hravou formou tři desítky hudebních nástrojů; kromě běžných smyčcových, dechových, klávesových a bicích i některé méně obvyklé, jako například kolovrátek, vozembouch a famfrnoch.
Každému nástroji je věnována jedna nebo dvě strany knihy. Krátké vyprávění od Ilji Hurníka je doplněno veselou básní od Václava Fischera. Ilustrace ke knize nakreslil výtvarník Karel Franta. Knihu doprovází dvě krátkohrající gramofonové desky se zvukovými ukázkami. Vydalo ji v roce 1987 nakladatelství Albatros. Kniha se brzy stala běžnou pomůckou při výuce v základních školách. Lze ji považovat za příklad multimediálních výukových pomůcek v češtině s kombinací textu, básní, hudby a obrazu. 